# Осаждение

Схема показывающая разницу между раствором, суспензией, осадком и надосадочной жидкостью

Осажде́ние, преципита́ция — образование твёрдого осадка в растворе в процессе химической реакции, например, при добавлении соответствующих реагентов. Химическое вещество, вызывающее образование твёрдого вещества, называют «осадителем».
Образовавшийся сухой остаток называют преципитатом (от лат. praecipitatio — «стремительное падение»), а жидкость выше него — супернатантом или надосадочной жидкостью.
В результате осаждения выпадающее в осадок вещество обычно мелкодисперсно — состоит из мельчайших кристаллов или аморфных частиц и после реакции образуется суспензия, со временем твёрдые частицы выпадают в виде компактного осадка на дно сосуда — процесс отстаивания суспензии. Если плотность частиц суспензии близка к плотности жидкости, то выпадение осадка замедляется. Со временем частицы суспензии слипаются в более крупные агрегаты, этот процесс называют коагуляция или флокуляция. Увеличение размеров агрегатов частиц ускоряет выпадение осадка на дно. Также для ускорения выпадения осадка применяют центрифуги.

## Описание процесса
В большинстве случаев образование осадка вызвано физическими причинами, каждое вещество имеет определённую растворимость, которая при изменении температуры, изменения насыщенности или давления может меняться. Если растворимость падает, или снижается концентрация растворителя в результате, например, выпаривания раствора, то в результате физического процесса образуется перенасыщенный раствор и из него вещество выпадает в виде кристаллического осадка.
В процессе же преципитации происходит химическая реакция, в результате которой образуется нерастворимое или малорастворимое соединение, для которого раствор перенасыщен и оно выделяется в виде твёрдых частиц, взвешенных в растворе. Вещество, вызывающее выпадение осадка называют осадителем.
Классическим примером выпадения осадка в результате химической реакции является выпадение нерастворимых галогенидов серебра при взаимодействии растворимой соли серебра с растворимым галогенидом, например, выпадение хлорида серебра ({\displaystyle {\ce {AgCl}}}) при взаимодействии в растворе растворимого нитрата серебра ({\displaystyle {\ce {AgNO3}}}) с хлоридом калия ({\displaystyle {\ce {KCl}}}):
{\displaystyle {\ce {AgNO3 + KCl -> AgCl v + KNO3}}},
или в ионной форме:
{\displaystyle {\ce {Ag+ + NO3^- + K+ + Cl^- -> AgCl v + K+ + NO3^-}}}.
Второй пример — отделение олова сероводородом из кислого раствора (например, {\displaystyle {\ce {H2SO4}}}) позволяет отделить олово от железа и ряда других элементов, не осаждающихся в этих условиях. Также для отделения и концентрации олова осаждение и соосаждением используют соединяения, содержащие мышьях , тионалид.

## Применение
| Золото       | Чёрный                                                   |
| Хром         | Темно-зеленый, оранжевый, фиолетовый, жёлтый, коричневый |
| Кобальт      | Розовый                                                  |
| Медь         | Синий                                                    |
| Железо (II)  | Зелёный                                                  |
| Железо (III) | Красновато-коричневый                                    |
| Марганец     | Бледно-розовый                                           |
| Никель       | Зелёный                                                  |
| Свинец       | Жёлтый                                                   |

Осаждение широко используется в аналитической химии для качественного и количественного анализа и заключается в выделении из раствора химических соединений в виде малорастворимого соединения добавлением в раствор подходящего осадителя. При количественном анализе отделённый от раствора осадок, например, с помощью фильтрования, высушивают и взвешивают.
Осадки многих веществ окрашены, по цвету осадка можно судить о качественном составе исследуемого вещества.
В гидрометаллургии применяется также электролитическое осаждение, в особенности для соединений цветных металлов. Электролизом осаждаются не только металлы, но и оксиды, например, диоксида свинца и марганца — на аноде, оксиды молибдена и урана — на катоде.
Осаждение применяется также в нефтедобывающей промышленности, в биохимических, санитарно-гигиенических и клинических лабораториях.
Так как образующийся осадок обычно имеет микрокристаллическую структуру процесс преципитации наряду с другими методами применяется для получения мелкодисперсных веществ, например, пигментов в лакокрасочной промышленности, или абразивных порошков.